# مینیون‌ها
مینیون‌ها (به انگلیسی: Minions) فیلم پویانمایی رایانه‌ای و فیلم سه‌بعدی آمریکایی است که در سال ۲۰۱۵ منتشر شد. پیر کافین و کیل بلدا کارگردانان، کریس ملیدندری به همراه جنت هیلی تهیه‌کنندگی این انیمیشن را بر عهده داشتند. تهیه‌کنندگی این مجموعه بر عهده ایلومنیشن انترتینمنت و یونیورسال استودیوز توزیع‌کننده آن بود. این انیمیشن در تاریخ ۱۰ ژوئیه ۲۰۱۳ منتشر شد. در انتهای انیمیشن من نفرت‌انگیز ۲ درست در زمان نمایش اسامی اعضای سازنده فیلم، اشاره‌ای به فیلم مینیون‌ها توسط ۳ مینیون می‌شود. این فیلم ربط زیادی به دو فیلم من نفرت‌انگیز و من نفرت‌انگیز ۲ ندارد و بیشتر می‌خواهد سرگذشت مینیون‌ها را روایت کند. قسمت بعدی این انیمیشن با نام مینیون‌ها: ظهور گرو در تاریخ ۱ ژوئیه ۲۰۲۲ منتشر شد.

## داستان
داستان این انیمیشن، پیش درآمد فیلم من نفرت‌انگیز است که از سپیده‌دم زمان شروع می‌شود. مینیون‌ها که در ابتدا موجودات تک‌سلولی بودند، در طول سال‌ها و قرن‌ها تکامل پیدا کرده و در تمام این مدت هدفشان این است تا به بد ذات‌ترین اربابان خدمت کنند. مینیون‌ها که به‌طور مداوم در نگه داشتن اربابان خود – از تی‌رکس گرفته تا ناپلئون – ناموفق هستند در یک غار ساکن می‌شوند اما چون خود را بدون ارباب می‌بینند دچار افسردگی ناراحتی می‌شوند. اما یک مینیون با نام کوین نقشه‌ای در سر دارد. او به همراه دوستانش، استوارت و باب، سفری طولانی را آغاز می‌کنند تا بزرگترین و بدترین جنایتکاری که لایق خدمت به او بودند را پیدا کنند و عهد می‌کنند تا آن زمان هرگز به غار باز نگردند.
این سه نفر در سفری هیجان انگیز قرار می‌گیرند که در نهایت آن‌ها را به سوی ارباب بعدی خود یعنی اسکارلت قاتل بی‌شمار هدایت می‌کند. قاتل بی‌شمار اولین تبهکار مؤنثی است که به این درجه رسیده‌است. آن‌ها از قطب جنوب تا نیویورک ۱۹۶۸ سفر می‌کنند و سفرشان در نهایت به لندن ختم می‌شود؛ جایی که آن‌ها باید به دستور ارباب جدیدشان (اسکارلت قاتل بی‌شمار) تاج ملکه الیزابت دوم را بدزدند اما با مشکلاتی مواجه می‌شوند.

## صداپیشگان
- پیر کافین در نقش استوارت، کوین و باب
- ساندرا بولاک در نقش اسکارلت اورکیل
- جان هام در نقش هرب اورکیل، شوهر اسکارلت و مخترع
- مایکل کیتون در نقش والتر نلسون
- آلیسون جانی در نقش مج نلسون
- استیو کوگان در نقش پروفسور فلاکس و نگهبان برج
- جفری راش در نقش راوی
- استیو کرل در نقش گرو
- کتی میکسون در نقش تینا نلسون

## تهیه مجموعه
در ۲۱ اوت ۲۰۱۲ قرار بر این بود که فیلم مینیون‌ها در ۱۴ دسامبر ۲۰۱۴ منتشر شود که در ۲۰ سپتامبر ۲۰۱۳ این تاریخ تغییر کرده و به ۱۰ ژوئیه ۲۰۱۵ شد. دلیل این تأخیر این بود که یونیورسال استودیوز تجربه خوب فروش بالای فیلم من نفرت انگیز ۲ را در ماه ژوئیه داشته‌است و البته به دلیل اینکه ژوئیه در تابستان است، شانس بیشتری برای درآمدزایی دارد.
مینیون ها از تاریخ ۱۰ ژوئیه ۲۰۱۵ اکران شد. فیلم با بودجه‌ای ۷۴ میلیون دلاری ساخته شد و تا کنون ۱٫۱ میلیارد دلار در سراسر جهان فروش کرده‌است که آن را به پنجمین فیلم پرفروش سال ۲۰۱۵ و ۲۰امین فیلم پرفروش تاریخ سینما تبدیل می‌کند.

## پیوندها
- وبگاه رسمی
- مینیون‌ها در بانک اطلاعات اینترنتی فیلم‌ها (IMDb)
- مینیون‌ها در باکس آفیس موجو
- مینیون‌ها در راتن تومیتوز
- مینیون‌ها در متاکریتیک